# Illinoia ceanothi
Illinoia ceanothi är en insektsart. Illinoia ceanothi ingår i släktet Illinoia och familjen långrörsbladlöss. Inga underarter finns listade i Catalogue of Life.